# 日本の指定解除された記念物一覧
この記事は日本の指定を解除された史跡・名勝・天然記念物の一覧である。

## 一覧
この一覧は未完成です。加筆、訂正して下さる協力者を求めています。
| 記念物 | 種別             | 所在地                                                       | 指定日         | 出典 | 指定解除       | 解除理由等                                     |
| --- | ---------------- | ------------------------------------------------------------ | -------------- | ---- | -------------- | ---------------------------------------------- |
| 静波村枝垂栗自生地 | 天然記念物       | 岐阜県恵那郡静波村（恵那市）大字東方字大下                   | 1920年7月17日  | 官報 |                |                                                |
| 厚岸湖牡蠣島の植物群落                                                                                                  | 天然記念物       | 北海道釧路郡厚岸町 厚岸湖島嶼                                | 1921年3月3日   | 官報 | 1994年         | 地盤沈下による水没。                           |
| 鶴山鸛潘殖地（鶴山コウノトリ繁殖地）                                                                                    | 天然記念物       | 兵庫県出石郡室埴村（豊岡市出石町）                           | 1921年3月3日   | 官報 | 1951年         | 飛来しなくなった                               |
| たちばな | 天然記念物       | 高知県安芸郡津呂村（室戸岬町） 最御崎寺                      | 1921年3月3日   | 官報 |                |                                                |
| 室戸岬熱帯性植物産地 | 天然記念物       | 高知県 安芸郡津呂村（室戸岬町） 最御崎寺                     | 1921年3月3日   | 官報 |                |                                                |
| 飯ノ山横穴 | 史跡             | 島根県隠岐郡西郷町大字西町字飯ノ山                           | 1922年3月8日   | 官報 | 1927年         | 珪藻土採掘により破壊                           |
| 旧養賢堂 | 史跡             | 宮城県仙台市勾当台通                                         | 1922年3月8日   | 官報 |                | 仙台空襲                                       |
| 錦田一里塚 | 史跡             | 静岡県田方郡錦田村（三島市）大字谷田字初音ヶ原               | 1922年3月8日   | 官報 | 2004年10月18日 | 箱根旧街道へ統合                               |
| 浄ノ池特有魚類生息地 | 天然記念物       | 静岡県田方郡伊東町                                           | 1922年3月8日   | 官報 | 1982年5月17日  |                                                |
| 弥藏薙の花の木 | 天然記念物       | 岐阜県恵那郡付知町（中津川市）字弥藏薙                       | 1922年10月12日 | 官報 | 1982年         |                                                |
| 真地平花の木自生地 | 天然記念物       | 岐阜県恵那郡苗木町（中津川市）大字瀬戸字真地平               | 1922年10月12日 | 官報 |                |                                                |
| 静狩泥岩形成植物群落 | 天然記念物       | 北海道山越郡長万部村静狩国有未開地                           | 1922年10月12日 | 官報 | 1940年1月22日  | 官報。静狩金山鉱滓捨場とするため解除           |
| 伊賀国分寺跡 | 史跡             | 三重県阿山郡中瀬村（伊賀市）                                 | 1923年3月7日   | 官報 | 1944年9月28日  | 官報。1948年1月14日再指定                      |
| キタタキ生息地 | 天然記念物       | 長崎県上県郡（対馬市）国有林対馬事業区                       | 1923年3月7日   | 官報 | 1972年         |                                                |
| 持明院妙蓮池 | 天然記念物       | 石川県金沢市木ノ新保六番町                                   | 1923年3月7日   | 官報 | 1972年7月11日  |                                                |
| 荒川堤（桜） | 名勝             | 東京府北多摩郡（小金井市） 玉川上水                          | 1924年12月9日  | 官報 | 1968年3月14日  |                                                |
| 榴ヶ岡（桜） | 名勝             | 宮城県仙台市榴ヶ岡 榴ヶ岡公園                                | 1924年12月9日  | 官報 | 1968年3月14日  |                                                |
| 源氏蛍発生地 | 天然記念物       | 滋賀県（守山市） 守山川・鍛冶屋川など                        | 1924年12月9日  | 官報 | 1960年         |                                                |
| 白蛇生息地 | 天然記念物       | 山口県玖珂郡麻里布村（岩国市）                               | 1924年12月9日  | 官報 | 1972年8月4日   | 種指定（岩国のシロヘビ）に変更                 |
| ひとつばたご | 天然記念物       | 東京府東京市赤坂区（港区）青山 明治神宮                      | 1924年12月9日  | 官報 | 1933年         | 枯死                                           |
| 高砂の松 | 天然記念物       | 兵庫県加古郡高砂町（高砂市）字東宮町                         | 1924年12月9日  | 官報 |                |                                                |
| 尾上の松 | 天然記念物       | 兵庫県加古郡尾上村長田字尾上林                               | 1924年12月9日  | 官報 |                |                                                |
| 曽根の松 | 天然記念物       | 兵庫県印南郡曽根町字御茶屋                                   | 1924年12月9日  | 官報 |                |                                                |
| 楠原の樟 | 天然記念物       | 熊本県下益城郡当尾村大字萩尾字楠原                           | 1924年12月9日  | 官報 |                |                                                |
| 妙見の大杉 | 天然記念物       | 兵庫県養父郡八鹿町石原字妙見                                 | 1924年12月9日  | 官報 |                |                                                |
| 橋立の大杉 | 天然記念物       | 山梨県東八代郡一之宮村橋立字北畑町                           | 1924年12月9日  | 官報 |                |                                                |
| 北般若の毘沙門スギ | 天然記念物       | 富山県東礪波郡北般若村西部金屋字寺島 西保神社                | 1924年12月9日  | 官報 |                |                                                |
| 手野の杉 | 天然記念物       | 熊本県阿蘇郡古城村手野字宮ノ後                               | 1924年12月9日  | 官報 |                |                                                |
| 鳴門の根上りマツ | 天然記念物       | 徳島県板野郡鳴門村土佐泊浦字大毛                             | 1924年12月9日  | 官報 |                |                                                |
| 坂野の根上り松 | 天然記念物       | 徳島県那賀郡坂野村字根上り                                   | 1924年12月9日  | 官報 |                |                                                |
| 和田島の根上り松 | 天然記念物       | 徳島県那賀郡坂野村和田島字神明北                             | 1924年12月9日  | 官報 |                |                                                |
| 田深の根上り松 | 天然記念物       | 大分県東国東郡国東町田深字安ヶ浜                             | 1924年12月9日  | 官報 |                |                                                |
| 鶴岡八幡神社樹叢 | 天然記念物       | 愛媛県周桑郡丹原町字池ヶ脇                                   | 1924年12月9日  | 官報 |                |                                                |
| 噴泉塔 | 天然記念物       | 秋田県鹿角郡小坂町小坂字相内                                 | 1924年12月9日  | 官報 | 1962年5月16日  | [ 8 ]                                          |
| 法成寺連理根上り松 | 天然記念物       | 鳥取県西伯郡米子町（米子市）字勝田                           | 1925年10月8日  | 官報 |                |                                                |
| 共和村樫の森 | 天然記念物       | 山口県美祢郡共和村大字青景字森ヶ浴                           | 1925年10月8日  | 官報 |                |                                                |
| 淡路国道マツ並木 | 天然記念物       | 兵庫県三原郡                                                 | 1926年2月24日  | 官報 | 2010年8月5日   |                                                |
| 千手のマツ | 天然記念物       | 兵庫県三原郡加集村                                           | 1926年2月24日  | 官報 | 1977年         |                                                |
| 明治二十七八年戦役広島大本営                                                                                            | 史跡             | 広島県広島市基町                                             | 1926年10月20日 | 官報 | 1948年6月29日  | [ 9 ]                                          |
| 幸松 | 天然記念物       | 山口県大島郡久賀町字前開作                                   | 1926年10月20日 | 官報 |                |                                                |
| 神応寺の樟 | 天然記念物       | 京都府綴喜郡八幡町大字八幡町字高坊                           | 1926年10月20日 | 官報 |                |                                                |
| 栄松院の椎 | 天然記念物       | 東京府東京市本郷区駒込蓬莱町                                 | 1926年10月20日 | 官報 |                |                                                |
| 酒井の馬場椎 | 天然記念物       | 石川県鹿島郡餘喜村字酒井午ノ部                               | 1926年10月20日 | 官報 |                |                                                |
| 利賀のトチノキ | 天然記念物       | 富山県東礪波郡利賀村利賀字東山                               | 1926年10月20日 | 官報 |                |                                                |
| 鍛冶屋原のせんだん | 天然記念物       | 徳島県板野郡松島村鍛冶屋原字西北原24 松島神社                | 1926年10月20日 | 官報 |                |                                                |
| 北條重時墓 | 史跡             | 神奈川県鎌倉町（鎌倉市）極楽寺                               | 1927年4月8日   | 官報 |                |                                                |
| 磯良神社のいぼざぐら | 天然記念物       | 大阪府三島郡三島村大字西河原字桜の南                         | 1927年4月8日   | 官報 |                |                                                |
| 普明寺の金木犀 | 天然記念物       | 佐賀県藤津郡古枝村字寺籠                                     | 1927年4月8日   | 官報 | 1986年12月1日  | 台風により倒伏                                 |
| 観音寺の金木犀 | 天然記念物       | 福岡県浮羽郡水縄村大字石垣                                   | 1927年4月8日   | 官報 |                |                                                |
| 位山いちい原始林 | 天然記念物       | 岐阜県大野郡山之口村位山                                     | 1927年4月8日   | 官報 |                |                                                |
| 西浜の根上り松 | 天然記念物       | 和歌山県雑賀村大字西浜字上川向の坪                           | 1927年4月8日   | 官報 |                |                                                |
| 源頼朝墓 | 史跡             | 神奈川県鎌倉町雪ノ下大倉耕地                                 | 1927年6月14日  | 官報 | 2000年1月31日  | 北条義時墓と統合                               |
| 神明の松 | 天然記念物       | 島根県周吉郡中村大字中村字森ノ二                             | 1927年6月14日  | 官報 |                |                                                |
| 熊谷堤(桜) | 名勝             | 埼玉県大里郡熊谷町 荒川堤                                    | 1927年8月11日  | 官報 |                |                                                |
| 高羽の樟 | 天然記念物       | 兵庫県武庫郡六甲村（神戸市）大字高羽字楠丘                   | 1928年1月18日  | 官報 |                |                                                |
| 小田坂の相生松 | 天然記念物       | 高知県高岡郡日下村字小田坂                                   | 1928年1月18日  | 官報 |                |                                                |
| 臥龍松 | 天然記念物       | 岡山県和気郡香登大字大内字土居間                             | 1928年1月18日  | 官報 |                |                                                |
| 白鳥のうめばがし | 天然記念物       | 香川県大川郡白鳥村大字白鳥字城泉                             | 1928年1月18日  | 官報 |                |                                                |
| 川上村むくげ群落 | 天然記念物       | 山口県阿武郡川上村字平家                                     | 1928年1月18日  | 官報 |                |                                                |
| 勝福寺の蟠龍松 | 天然記念物       | 福岡県糸島郡今津村字今津                                     | 1928年1月18日  | 官報 |                | 1943年枯死                                     |
| 成就院の枝垂あかしで | 天然記念物       | 栃木県上都賀郡南押原村大字楡木字壽町                         | 1928年1月18日  | 官報 |                |                                                |
| 大月の大樟 | 天然記念物       | 山梨県都留郡広里村大字大月 三島神社                          | 1928年1月31日  | 官報 |                |                                                |
| 川口の大檜 | 天然記念物       | 山梨県南都留郡川口村字北浦                                   | 1928年2月7日   | 官報 |                |                                                |
| 平鵜五葉松自生北限地帯                                                                                                  | 天然記念物       | 北海道日高郡様似村大字平鵜村字平鵜 平鵜地方費公有林          | 1928年2月7日   | 官報 |                |                                                |
| ししんらん群落 | 天然記念物       | 奈良県吉野郡下北山村大字前鬼字千代迫                         | 1928年2月7日   | 官報 |                |                                                |
| 秋吉台山の地獄台 | 天然記念物       | 共和村大字青景字地獄                                         | 1928年2月7日   | 官報 |                |                                                |
| 下呂の大杉 | 天然記念物       | 岐阜県益田郡下呂町森字羽根 八幡神社                          | 1928年11月30日 | 官報 |                |                                                |
| 兼六園の菊桜 | 天然記念物       | 石川県金沢市 兼六園                                          | 1928年11月30日 | 官報 |                |                                                |
| 下瀬野村の大欅 | 天然記念物       | 広島県安芸郡下瀬野村字中田 生石子神社                        | 1928年11月30日 | 官報 |                |                                                |
| 佐渡奉行所跡 | 史跡             | 新潟県佐渡郡相川町（佐渡市）                                 | 1929年12月17日 | 官報 |                | 1994年、佐渡金山遺跡の一部として再指定         |
| 樅峠の大樅 | 天然記念物       | 山梨県北都留郡上野原町字向戸                                 | 1930年2月28日  | 官報 |                |                                                |
| 醒井の不断桜 | 天然記念物       | 滋賀県坂田郡醒井村大字醒井字大谷 加茂神社                    | 1930年2月28日  | 官報 |                |                                                |
| 西山光照寺址 | 史跡             | 福井県足羽郡一乗谷村（福井市）                               | 1930年7月8日   | 官報 | 1971年7月29日  | 一乗谷朝倉氏遺跡に統合                         |
| 鎌田川源氏蛍発生地 | 天然記念物       | 山梨県中巨摩郡西條村（昭和町）                               | 1930年10月3日  | 官報 | 1976年3月      | ミヤイリガイ駆除に伴いホタルが減少             |
| 佐賀村の夫婦松 | 天然記念物       | 山口県熊毛郡佐賀村大字佐賀字大道                             | 1930年11月19日 | 官報 |                |                                                |
| 横野柿原樹 | 天然記念物、史跡 | 山口県豊浦郡安岡町大字横野字南大路西                         | 1931年2月20日  | 官報 |                |                                                |
| 銀杏岡のイチョウ | 天然記念物       | 岩手県和賀郡十二鏑村大字東晴山第五地割字舘                   | 1931年2月20日  | 官報 |                |                                                |
| 光圓寺の公孫樹 | 天然記念物       | 東京府東京市小石川区                                         | 1931年2月20日  | 官報 |                |                                                |
| 延命寺の欅 | 天然記念物       | 東京府北豊島郡志村大字志                                     | 1931年2月20日  | 官報 |                |                                                |
| 小浜神社の九本ダモ | 天然記念物       | 福井県遠敷郡雲浜村                                           | 1931年3月30日  | 官報 |                |                                                |
| 下野の女夫マツ | 天然記念物       | 岐阜県恵那郡福岡村下野字大久保                               | 1931年7月31日  | 官報 | 1979年5月21日  |                                                |
| 御塚古墳 権現塚古墳 | 史跡             | 福岡県三潴郡大善寺村（久留米市）                             | 1931年10月21日 | 官報 |                | 統合                                           |
| 神代藤 | 天然記念物       | 秋田県山本郡能代港町柳町八幡神社                             | 1931年10月21日 | 官報 | 1957年7月10日  | 第二次能代大火で焼亡                           |
| ウシウマ | 天然記念物       | 種指定                                                       | 1931年11月26日 | 官報 |                |                                                |
| 諫早町オシドリ渡来地 | 天然記念物       | 長崎県北高来郡諫早町原口名                                   | 1931年11月26日 | 官報 | 1959年3月28日  | 指定地の池が水害（諫早大水害）により土砂に埋没 |
| 三本松 | 天然記念物       | 奈良県宇陀郡三本松村大字小橡字ウラノタニ                     | 1932年4月19日  | 官報 |                |                                                |
| 本行寺の大やまもみじ | 天然記念物       | 埼玉県北足立郡戸塚村大字戸塚字岩上台                         | 1932年7月25日  | 官報 |                |                                                |
| 宜野湾街道の松並木 | 天然記念物       | 沖縄県中頭郡宜野湾村（宜野湾市）                             | 1932年10月19日 | 官報 |                | 現普天間飛行場                                 |
| 堀切小高園 | 名勝             | 東京府東京市葛飾区堀切町                                     | 1933年2月28日  | 官報 | 1940年1月22日  | 官報                                           |
| 妙義神社の大杉 | 天然記念物       | 群馬県北甘楽郡妙義町大字妙義                                 | 1933年4月13日  | 官報 |                |                                                |
| 曬稿の松 | 天然記念物       | 愛知県幡豆郡横須賀村大字曬稿 曬稿神社                        | 1933年4月13日  | 官報 |                |                                                |
| 旧芝離宮阯 | 史跡             | 東京府東京市芝区浜崎町                                       | 1933年11月2日  | 官報 | 1948年6月29日  | [ 9 ]                                          |
| 明治天皇行幸所西郷邸 | 史跡             | 東京府東京市目黒区上目黒八丁目                               | 1933年11月2日  | 官報 | 1948年6月29日  | [ 9 ]                                          |
| 明治天皇行幸所木戸旧邸                                                                                                  | 史跡             | 東京府東京市豊島区駒込町一丁目                               | 1933年11月2日  | 官報 | 1948年6月29日  | [ 9 ]                                          |
| 明治天皇行幸所水戸徳川邸旧阯                                                                                            | 史跡             | 東京府東京市本所区 隅田公園                                  | 1933年11月2日  | 官報 | 1948年6月29日  | [ 9 ]                                          |
| 明治天皇行幸所対鴎荘及旧阯                                                                                              | 史跡             | 東京府南多摩郡多摩村連光寺字向ノ岡 東京市浅草区橋場三丁目    | 1933年11月2日  | 官報 | 1948年6月29日  | [ 9 ]                                          |
| 明治天皇行幸所蒲田梅屋敷                                                                                                | 史跡             | 東京府東京市蒲田区蒲田町                                     | 1933年11月2日  | 官報 | 1948年6月29日  | [ 9 ]                                          |
| 明治天皇府中行在所 | 史跡             | 東京府北多摩郡府中町字新宿北                                 | 1933年11月2日  | 官報 | 1948年6月29日  | [ 9 ]                                          |
| 明治天皇連光寺御小休所                                                                                                  | 史跡             | 東京府南多摩郡多摩村連光寺字本村                             | 1933年11月2日  | 官報 | 1948年6月29日  | [ 9 ]                                          |
| 明治天皇札幌御小休所 | 史跡             | 北海道札幌市北七条西七丁目                                   | 1933年11月2日  | 官報 | 1948年6月29日  | [ 9 ]                                          |
| 明治天皇松島行在所 | 史跡             | 北海道札幌郡広島村                                           | 1933年11月2日  | 官報 | 1948年6月29日  | [ 9 ]                                          |
| 明治天皇蓴菜沼御小休所 附御膳水                                                                                         | 史跡             | 北海道亀田郡七飯村大字大沼字蓴菜沼                           | 1933年11月2日  | 官報 | 1948年6月29日  | [ 9 ]                                          |
| 明治天皇行幸所木戸邸 | 史跡             | 京都府京都市中京区土手町通竹屋町上る末丸町                   | 1933年11月2日  | 官報 | 1948年6月29日  | [ 9 ]                                          |
| 明治天皇津村別院行在所                                                                                                  | 史跡             | 大阪府大阪市東区本町四丁目                                   | 1933年11月2日  | 官報 | 1948年6月29日  | [ 9 ]                                          |
| 明治天皇難波別院行在所                                                                                                  | 史跡             | 大阪府大阪市東区北久太郎町四丁目                             | 1933年11月2日  | 官報 | 1948年6月29日  | [ 9 ]                                          |
| 明治天皇天保山御野立所                                                                                                  | 史跡             | 大阪府大阪市港区二條通一丁目 陸軍糧秣支廠                    | 1933年11月2日  | 官報 | 1948年6月29日  | [ 9 ]                                          |
| 明治天皇堺行在所 | 史跡             | 大阪府堺市中之町                                             | 1933年11月2日  | 官報 | 1948年6月29日  | [ 9 ]                                          |
| 明治天皇横須賀行在所阯                                                                                                  | 史跡             | 神奈川県横須賀市汐留地                                       | 1933年11月2日  | 官報 | 1948年6月29日  | [ 9 ]                                          |
| 明治天皇鎌倉御野立所 | 史跡             | 神奈川県鎌倉郡鎌倉町大字雪ノ下字社中                         | 1933年11月2日  | 官報 | 1948年6月29日  | [ 9 ]                                          |
| 明治天皇姫路行在所 | 史跡             | 兵庫県姫路市池内町                                           | 1933年11月2日  | 官報 | 1948年6月29日  | [ 9 ]                                          |
| 明治天皇明石行在所 | 史跡             | 兵庫県明石市鍛冶屋町                                         | 1933年11月2日  | 官報 | 1948年6月29日  | [ 9 ]                                          |
| 明治天皇新崎御小休所 | 史跡             | 新潟県北蒲原郡濁川村大字新崎字裏郷                           | 1933年11月2日  | 官報 | 1948年6月29日  | [ 9 ]                                          |
| 明治天皇浦和行在所 | 史跡             | 埼玉県北足立郡浦和町字稲荷丸                                 | 1933年11月2日  | 官報 | 1948年6月29日  | [ 9 ]                                          |
| 明治天皇草加行在所 | 史跡             | 埼玉県北足立郡草加町字住吉町                                 | 1933年11月2日  | 官報 | 1948年6月29日  | [ 9 ]                                          |
| 明治天皇桶川行在所 | 史跡             | 埼玉県北足立郡桶川町大字桶川                                 | 1933年11月2日  | 官報 | 1948年6月29日  | [ 9 ]                                          |
| 明治天皇前橋行在所 | 史跡             | 群馬県前橋市柳町                                             | 1933年11月2日  | 官報 | 1948年6月29日  | [ 9 ]                                          |
| 明治天皇新町行在所 | 史跡             | 群馬県多野郡新町字街並                                       | 1933年11月2日  | 官報 | 1948年6月29日  | [ 9 ]                                          |
| 明治天皇成田行在所 | 史跡             | 千葉県印旛郡成田町成田                                       | 1933年11月2日  | 官報 | 1948年6月29日  | [ 9 ]                                          |
| 明治天皇習志野行在所 | 史跡             | 千葉県千葉郡二宮町大字薬園台字池尻                           | 1933年11月2日  | 官報 | 1948年6月29日  | [ 9 ]                                          |
| 明治天皇水戸行在所 | 史跡             | 茨城県水戸市北三ノ丸                                         | 1933年11月2日  | 官報 | 1948年6月29日  | [ 9 ]                                          |
| 明治天皇牛久行在所 | 史跡             | 茨城県稲敷郡牛久村大字牛久字上町                             | 1933年11月2日  | 官報 | 1948年6月29日  | [ 9 ]                                          |
| 明治天皇笠間行在所 | 史跡             | 茨城県西茨城郡笠間町大字笠間                                 | 1933年11月2日  | 官報 | 1948年6月29日  | [ 9 ]                                          |
| 明治天皇結城大本営 | 史跡             | 茨城県結城郡大字結城字玉岡                                   | 1933年11月2日  | 官報 | 1948年6月29日  | [ 9 ]                                          |
| 明治天皇宇都宮行在所 | 史跡             | 栃木県宇都宮市鉄砲町・馬場町                                 | 1933年11月2日  | 官報 | 1948年6月29日  | [ 9 ]                                          |
| 明治天皇日光行在所 | 史跡             | 栃木県上都賀郡日光町大字日光字中山                           | 1933年11月2日  | 官報 | 1948年6月29日  | [ 9 ]                                          |
| 明治天皇小山行在所 | 史跡             | 栃木県下都賀郡小山町大字小山字宿                             | 1933年11月2日  | 官報 | 1948年6月29日  | [ 9 ]                                          |
| 明治天皇奈良行在所 | 史跡             | 奈良県奈良市雑司町                                           | 1933年11月2日  | 官報 | 1948年6月29日  | [ 9 ]                                          |
| 明治天皇奈良大本営 | 史跡             | 奈良県奈良市春日野町字浮雲                                   | 1933年11月2日  | 官報 | 1948年6月29日  | [ 9 ]                                          |
| 明治天皇今井行在所 | 史跡             | 奈良県高市郡今井町大字今井                                   | 1933年11月2日  | 官報 | 1948年6月29日  | [ 9 ]                                          |
| 明治天皇鳥羽行在所 | 史跡             | 三重県志摩郡鳥羽町大字鳥羽字大里町                           | 1933年11月2日  | 官報 | 1948年6月29日  | [ 9 ]                                          |
| 明治天皇一身田行在所 | 史跡             | 三重県河芸郡一身田町大字一身田                               | 1933年11月2日  | 官報 | 1948年6月29日  | [ 9 ]                                          |
| 明治天皇名古屋大本営 | 史跡             | 愛知県名古屋市中区下茶屋町                                   | 1933年11月2日  | 官報 | 1948年6月29日  | [ 9 ]                                          |
| 明治天皇八町畷行在所 | 史跡             | 愛知県名古屋市南区熱田東町字浜新海                           | 1933年11月2日  | 官報 | 1948年6月29日  | [ 9 ]                                          |
| 明治天皇半田大本営及旧阯                                                                                                | 史跡             | 愛知県知多郡半田町字雁宿・字北条                             | 1933年11月2日  | 官報 | 1948年6月29日  | [ 9 ]                                          |
| 明治天皇長尾山御野立所                                                                                                  | 史跡             | 愛知県知多郡武豊町字迎戸                                     | 1933年11月2日  | 官報 | 1948年6月29日  | [ 9 ]                                          |
| 旧静岡御用邸 | 史跡             | 静岡県静岡市追手町                                           | 1933年11月2日  | 官報 | 1948年6月29日  | [ 9 ]                                          |
| 明治天皇興津行在所 | 史跡             | 静岡県庵原郡興津町清見寺字前山                               | 1933年11月2日  | 官報 | 1948年6月29日  | [ 9 ]                                          |
| 明治天皇掛川行在所 | 史跡             | 静岡県小笠郡掛川町南西郷字二十六ノ坪                         | 1933年11月2日  | 官報 | 1948年6月29日  | [ 9 ]                                          |
| 明治天皇新居行在所及旧阯                                                                                                | 史跡             | 静岡県引佐郡奥山村寺中 浜名郡新居町新居                      | 1933年11月2日  | 官報 | 1948年6月29日  | [ 9 ]                                          |
| 明治天皇菅原行在所 | 史跡             | 山梨県北巨摩郡菅原村大字台ヶ原字屋敷                         | 1933年11月2日  | 官報 | 1948年6月29日  | [ 9 ]                                          |
| 明治天皇上野原行在所 | 史跡             | 山梨県北都留郡上野原町字仲宿                                 | 1933年11月2日  | 官報 | 1948年6月29日  | [ 9 ]                                          |
| 明治天皇土山行在所 | 史跡             | 滋賀県甲賀郡土山町大字北土山字鉢ノ木原                       | 1933年11月2日  | 官報 | 1948年6月29日  | [ 9 ]                                          |
| 明治天皇六地蔵御小休所                                                                                                  | 史跡             | 滋賀県栗太郡葉山村大字六地蔵                                 | 1933年11月2日  | 官報 | 1948年6月29日  | [ 9 ]                                          |
| 明治天皇岐阜行在所 | 史跡             | 岐阜県岐阜市西野町                                           | 1933年11月2日  | 官報 | 1948年6月29日  | [ 9 ]                                          |
| 明治天皇大井行在所 | 史跡             | 岐阜県恵那郡大井町字本町三丁目                               | 1933年11月2日  | 官報 | 1948年6月29日  | [ 9 ]                                          |
| 明治天皇長野行在所 | 史跡             | 長野県長野市大字長野字元善町                                 | 1933年11月2日  | 官報 | 1948年6月29日  | [ 9 ]                                          |
| 明治天皇奈良井行在所 | 史跡             | 長野県西筑摩郡楢川村大字奈良井字西町                         | 1933年11月2日  | 官報 | 1948年6月29日  | [ 9 ]                                          |
| 明治天皇塩尻峠御野立所                                                                                                  | 史跡             | 長野県東筑摩郡塩尻町大字旧塩尻字東山                         | 1933年11月2日  | 官報 | 1948年6月29日  | [ 9 ]                                          |
| 明治天皇松島行在所 | 史跡             | 宮城県宮城郡松島町松島字町内                                 | 1933年11月2日  | 官報 | 1948年6月29日  | [ 9 ]                                          |
| 明治天皇松島御野立所 | 史跡             | 宮城県宮城郡松島町松島字町内                                 | 1933年11月2日  | 官報 | 1948年6月29日  | [ 9 ]                                          |
| 明治天皇桑野行在所 | 史跡             | 福島県郡山市大字桑野字南町                                   | 1933年11月2日  | 官報 | 1948年6月29日  | [ 9 ]                                          |
| 明治天皇一関行在所 | 史跡             | 岩手県西磐井郡一関町字地主町                                 | 1933年11月2日  | 官報 | 1948年6月29日  | [ 9 ]                                          |
| 明治天皇八戸行在所及旧阯                                                                                                | 史跡             | 青森県八戸市大字堀端                                         | 1933年11月2日  | 官報 | 1948年6月29日  | [ 9 ]                                          |
| 明治天皇五戸行在所 | 史跡             | 青森県三戸郡五戸町字野月                                     | 1933年11月2日  | 官報 | 1948年6月29日  | [ 9 ]                                          |
| 明治天皇三本木行在所 | 史跡             | 青森県上北郡三本木町大字三本木字稲生                         | 1933年11月2日  | 官報 | 1948年6月29日  | [ 9 ]                                          |
| 明治天皇鶴岡行在所 | 史跡             | 山形県鶴岡市馬場町字馬場町十日町                             | 1933年11月2日  | 官報 | 1948年6月29日  | [ 9 ]                                          |
| 明治天皇清河行在所 | 史跡             | 山形県東田川郡清川村字花崎                                   | 1933年11月2日  | 官報 | 1948年6月29日  | [ 9 ]                                          |
| 明治天皇鷹巣行在所 | 史跡             | 秋田県北秋田郡鷹巣町字東屋敷                                 | 1933年11月2日  | 官報 | 1948年6月29日  | [ 9 ]                                          |
| 明治天皇行幸所院内御幸坑 附 院内鉱山分局阯 御膳水                                                                       | 史跡             | 秋田県雄勝郡院内町院内銀山町字下タ町・上ハ町                 | 1933年11月2日  | 官報 | 1948年6月29日  | [ 9 ]                                          |
| 明治天皇院内御野立所 | 史跡             | 秋田県雄勝郡院内町院内銀山町字大切                           | 1933年11月2日  | 官報 | 1948年6月29日  | [ 9 ]                                          |
| 明治天皇丸岡行在所 | 史跡             | 福井県坂井郡丸岡町第二十五字霞町九ノ乙                       | 1933年11月2日  | 官報 | 1948年6月29日  | [ 9 ]                                          |
| 明治天皇敦賀行在所 | 史跡             | 福井県敦賀郡鶴賀町蓬莱                                       | 1933年11月2日  | 官報 | 1948年6月29日  | [ 9 ]                                          |
| 明治天皇金沢行在所 | 史跡             | 石川県金沢市南町                                             | 1933年11月2日  | 官報 | 1948年6月29日  | [ 9 ]                                          |
| 明治天皇小松行在所 | 史跡             | 石川県能美郡小松町字細工町                                   | 1933年11月2日  | 官報 | 1948年6月29日  | [ 9 ]                                          |
| 明治天皇石動行在所 | 史跡             | 富山県西礪波郡石動町今石動町字中飯田町                       | 1933年11月2日  | 官報 | 1948年6月29日  | [ 9 ]                                          |
| 明治天皇魚津行在所 | 史跡             | 富山県下新川郡魚津町大字角川町                               | 1933年11月2日  | 官報 | 1948年6月29日  | [ 9 ]                                          |
| 明治天皇泊行在所 | 史跡             | 富山県下新川郡泊町大字沼保字保田                             | 1933年11月2日  | 官報 | 1948年6月29日  | [ 9 ]                                          |
| 明治天皇御休御野立所 | 史跡             | 岡山県上道郡御休村一日市伊領                                 | 1933年11月2日  | 官報 | 1948年6月29日  | [ 9 ]                                          |
| 明治天皇久留米大本営 | 史跡             | 福岡県久留米市両替町・京町・篠山町                           | 1933年11月2日  | 官報 | 1948年6月29日  | [ 9 ]                                          |
| 明治天皇久留米行在所 | 史跡             | 福岡県久留米市南薫西町字京塚                                 | 1933年11月2日  | 官報 | 1948年6月29日  | [ 9 ]                                          |
| 明治天皇岡山御野立所 | 史跡             | 福岡県八女郡岡山村大字室岡字岡山・字北小路・大字亀甲字西ノ前 | 1933年11月2日  | 官報 | 1948年6月29日  | [ 9 ]                                          |
| 明治天皇藤田御野立所 | 史跡             | 福岡県八女郡下広川村大字藤田字国分寺                         | 1933年11月2日  | 官報 | 1948年6月29日  | [ 9 ]                                          |
| 明治天皇小森野御野立所                                                                                                  | 史跡             | 福岡県久留米市東櫛原町字前畑                                 | 1933年11月2日  | 官報 | 1948年6月29日  | [ 9 ]                                          |
| 明治天皇小島行在所 | 史跡             | 熊本県飽託郡小島町大字下松尾字東御幸                         | 1933年11月2日  | 官報 | 1948年6月29日  | [ 9 ]                                          |
| 明治天皇行幸所集成館 | 史跡             | 鹿児島県鹿児島郡吉野村大字吉野字集成館                       | 1933年11月2日  | 官報 | 1948年6月29日  | [ 9 ]                                          |
| 明治天皇行幸所船形台場                                                                                                  | 史跡             | 鹿児島県鹿児島郡吉野村鹿児島港新波止場                       | 1933年11月2日  | 官報 | 1948年6月29日  | [ 9 ]                                          |
| 明治天皇札幌行在所 | 史跡             | 北海道札幌市大通西一丁目一番                                 | 1933年11月2日  | 官報 | 1948年6月29日  | [ 9 ]                                          |
| 臼杵古園石仏 臼杵観音石仏 臼杵木原石仏附日吉塔 臼杵大日石仏 南津留ホキ石仏附承安二年嘉応二年在銘五輪塔 南津留山王山石仏 | 史跡             | 大分県北海部郡臼杵町・南鶴村                                 | 1934年1月22日  | 官報 |                | 臼杵磨崖仏に統合                               |
| 大分岩屋寺石仏 | 史跡             | 大分県大分市                                                 | 1934年1月22日  | 官報 |                | 現大分県指定                                   |
| 法限の松 | 天然記念物       | 愛知県西加茂郡高橋村大字野見字於山                           | 1934年1月22日  | 官報 |                |                                                |
| 六甲くろがねもち | 天然記念物       | 兵庫県武庫郡精道村大字芦屋西の坊                             | 1934年1月22日  | 官報 |                |                                                |
| 照源寺の金龍桜 | 天然記念物       | 三重県桑名郡西桑名町大字東方字城下                           | 1934年1月22日  | 官報 |                |                                                |
| 木負の大密柑樹 | 天然記念物       | 静岡県田方郡西浦村大字木負字外浜                             | 1934年1月22日  | 官報 |                |                                                |
| 新井の大ヤマモミジ | 天然記念物       | 福島県田村郡中妻村大字荒井字荒井                             | 1934年1月22日  | 官報 |                |                                                |
| 松江城山のクロガネモチ                                                                                                  | 天然記念物       | 島根県松江市                                                 | 1934年1月22日  | 官報 |                |                                                |
| 万休院の舞鶴松 | 天然記念物       | 山梨県北巨摩郡武川村大字三吹字前山                           | 1934年1月22日  | 官報 |                |                                                |
| 開成山（桜） | 名勝、天然記念物 | 福島県郡山市                                                 | 1934年5月1日   | 官報 |                |                                                |
| 十六島ホタルエビ発生地                                                                                                  | 天然記念物       | 千葉県香取郡佐原町大字佐原二                                 | 1934年5月1日   | 官報 | 1982年         |                                                |
| 馬宮村サクラソウ自生地                                                                                                  | 天然記念物       | 埼玉県北足立郡馬宮村大字二ツ宮字大野                         | 1934年5月1日   | 官報 |                |                                                |
| 小形山の大欅 | 天然記念物       | 山形県南都留郡禾生村大字小形山字宮地 稲村神社                | 1934年5月1日   | 官報 |                |                                                |
| 倉吉の大欅 | 天然記念物       | 鳥取県東伯郡倉吉町大字湊町字住吉 住吉神社                    | 1934年5月1日   | 官報 |                |                                                |
| 白栗鼠棲息地 | 天然記念物       | 山梨県清春村全域                                             | 1934年8月9日   | 官報 |                |                                                |
| 高津連理の松 | 天然記念物       | 島根県高津町大字高津字松崎 八幡宮                            | 1934年8月9日   | 官報 |                |                                                |
| 明治天皇行幸所寺島邸 | 史跡             | 東京都東京市芝区白金猿町                                     | 1934年11月1日  | 官報 | 1948年6月29日  | [ 9 ]                                          |
| 明治天皇荻窪御小休所 | 史跡             | 東京都東京市杉並区荻窪三丁目                                 | 1934年11月1日  | 官報 | 1948年6月29日  | [ 9 ]                                          |
| 明治天皇日野御小休所阯及建物 附 御膳水                                                                                  | 史跡             | 東京都南多摩郡日野町大字日野                                 | 1934年11月1日  | 官報 | 1948年6月29日  | [ 9 ]                                          |
| 明治天皇小仏峠御小休所阯及御野立所                                                                                      | 史跡             | 東京都南多摩郡浅川町上長房                                   | 1934年11月1日  | 官報 | 1948年6月29日  | [ 9 ]                                          |
| 明治天皇行幸所本願寺 | 史跡             | 京都府京都市下京区醒ヶ井通花屋町下ル本願寺門前町             | 1934年11月1日  | 官報 | 1948年6月29日  | [ 9 ]                                          |
| 明治天皇妙法院行在所 | 史跡             | 京都府京都市東山区妙法院前側町                               | 1934年11月1日  | 官報 | 1948年6月29日  | [ 9 ]                                          |
| 明治天皇御小休所安楽寿院                                                                                                | 史跡             | 京都府京都市伏見区竹田内畑町                                 | 1934年11月1日  | 官報 | 1948年6月29日  | [ 9 ]                                          |
| 明治天皇御小休所枳殻邸                                                                                                  | 史跡             | 京都府京都市下京区下珠敷屋町通間之町東入東玉水町             | 1934年11月1日  | 官報 | 1948年6月29日  | [ 9 ]                                          |
| 明治天皇舞子大本営 | 史跡             | 兵庫県明石郡垂水町山田字柏山                                 | 1934年11月1日  | 官報 | 1948年6月29日  | [ 9 ]                                          |
| 明治天皇行幸所旧岩倉邸建物                                                                                              | 史跡             | 兵庫県神戸市葺合区葺合町字布引山                             | 1934年11月1日  | 官報 | 1948年6月29日  | [ 9 ]                                          |
| 明治天皇正條行在所 | 史跡             | 兵庫県揖保郡神部村正條                                       | 1934年11月1日  | 官報 | 1948年6月29日  | [ 9 ]                                          |
| 明治天皇御着御小休所 | 史跡             | 兵庫県飾磨郡御国野村御着                                     | 1934年11月1日  | 官報 | 1948年6月29日  | [ 9 ]                                          |
| 明治天皇阿弥陀御小休所                                                                                                  | 史跡             | 兵庫県印南郡阿弥陀村阿弥陀                                   | 1934年11月1日  | 官報 | 1948年6月29日  | [ 9 ]                                          |
| 明治天皇新潟行在所阯及建物                                                                                              | 史跡             | 新潟県新潟市礎町通六ノ町 北蒲原郡新発田町字田所町            | 1934年11月1日  | 官報 | 1948年6月29日  | [ 9 ]                                          |
| 明治天皇流作場御小休所                                                                                                  | 史跡             | 新潟県新潟市大字流作場字居村                                 | 1934年11月1日  | 官報 | 1948年6月29日  | [ 9 ]                                          |
| 明治天皇高崎行在所 | 史跡             | 群馬県高崎市寄合町                                           | 1934年11月1日  | 官報 | 1948年6月29日  | [ 9 ]                                          |
| 明治天皇渋川行在所 | 史跡             | 群馬県群馬郡渋川町字宿裏                                     | 1934年11月1日  | 官報 | 1948年6月29日  | [ 9 ]                                          |
| 明治天皇五料御小休所 | 史跡             | 群馬県碓氷郡臼井町大字五料字平                               | 1934年11月1日  | 官報 | 1948年6月29日  | [ 9 ]                                          |
| 明治天皇原市御小休所 | 史跡             | 群馬県碓氷郡原市町大字原市字中町南                           | 1934年11月1日  | 官報 | 1948年6月29日  | [ 9 ]                                          |
| 明治天皇市川第六天前行在所                                                                                              | 史跡             | 千葉県東葛飾郡市川町大字市川字第六天前                       | 1934年11月1日  | 官報 | 1948年6月29日  | [ 9 ]                                          |
| 明治天皇市川上出口行在所                                                                                                | 史跡             | 千葉県東葛飾郡市川町大字市川字上出口                         | 1934年11月1日  | 官報 | 1948年6月29日  | [ 9 ]                                          |
| 明治天皇阿久津行在所・御野立所及講評所                                                                                  | 史跡             | 栃木県塩谷郡阿久津村大字中阿久津・宝積寺                     | 1934年11月1日  | 官報 | 1948年6月29日  | [ 9 ]                                          |
| 明治天皇高久御野立所 | 史跡             | 栃木県那須郡那須村大字高久                                   | 1934年11月1日  | 官報 | 1948年6月29日  | [ 9 ]                                          |
| 明治天皇田原本行在所 | 史跡             | 奈良県磯城郡田原本町小字茶町                                 | 1934年11月1日  | 官報 | 1948年6月29日  | [ 9 ]                                          |
| 明治天皇厂宿御野立所 （明治天皇雁宿御野立所）                                                                           | 史跡             | 愛知県知多郡半田町字厂宿                                     | 1934年11月1日  | 官報 | 1948年6月29日  | [ 9 ]                                          |
| 明治天皇乙川御野立所 | 史跡             | 愛知県知多郡亀崎町大字乙川字天王西                           | 1934年11月1日  | 官報 | 1948年6月29日  | [ 9 ]                                          |
| 明治天皇別所行幸所 | 史跡             | 滋賀県大津市別所字中院                                       | 1934年11月1日  | 官報 | 1948年6月29日  | [ 9 ]                                          |
| 明治天皇草津行在所 | 史跡             | 滋賀県栗太郡草津町大字草津字一丁目                           | 1934年11月1日  | 官報 | 1948年6月29日  | [ 9 ]                                          |
| 明治天皇垂井御小休所 | 史跡             | 岐阜県不破郡垂井町字屋敷                                     | 1934年11月1日  | 官報 | 1948年6月29日  | [ 9 ]                                          |
| 明治天皇関ヶ原御小休所                                                                                                  | 史跡             | 岐阜県不破郡関ヶ原町大字関ヶ原字大場                         | 1934年11月1日  | 官報 | 1948年6月29日  | [ 9 ]                                          |
| 明治天皇馬瀬口御小休所 附 御膳水                                                                                        | 史跡             | 長野県北佐久郡小沼村大字馬瀬口字北側・北久保                 | 1934年11月1日  | 官報 | 1948年6月29日  | [ 9 ]                                          |
| 明治天皇古川行在所 | 史跡             | 宮城県志田郡古川町大字大柿字七日町                           | 1934年11月1日  | 官報 | 1948年6月29日  | [ 9 ]                                          |
| 明治天皇有壁御小休所 附 御膳水                                                                                          | 史跡             | 宮城県栗原郡荻野村大字有馬字有壁本町・有壁八坂               | 1934年11月1日  | 官報 | 1948年6月29日  | [ 9 ]                                          |
| 明治天皇斎川御小休所 附 御膳水                                                                                          | 史跡             | 滋賀県刈田郡斎川村字町屋敷                                   | 1934年11月1日  | 官報 | 1948年6月29日  | [ 9 ]                                          |
| 明治天皇行幸所須賀川旧産馬会社                                                                                          | 史跡             | 福島県岩瀬郡須賀川町字西七丁目                               | 1934年11月1日  | 官報 | 1948年6月29日  | [ 9 ]                                          |
| 明治天皇白河行在所 附 御膳水                                                                                            | 史跡             | 福島県西白河郡白川町字本町                                   | 1934年11月1日  | 官報 | 1948年6月29日  | [ 9 ]                                          |
| 明治天皇大蔵壇原御小休所及御野立所                                                                                      | 史跡             | 福島県安積郡大槻村字新川向                                   | 1934年11月1日  | 官報 | 1948年6月29日  | [ 9 ]                                          |
| 明治天皇笹川御小休所 | 史跡             | 福島県安積郡永盛村大字笹川字篠川                             | 1934年11月1日  | 官報 | 1948年6月29日  | [ 9 ]                                          |
| 明治天皇笠石御小休所 | 史跡             | 福島県岩瀬郡鏡石町大字笠石字東側                             | 1934年11月1日  | 官報 | 1948年6月29日  | [ 9 ]                                          |
| 明治天皇久来石御小休所                                                                                                  | 史跡             | 福島県岩瀬郡鏡石町大字久来石字東側                           | 1934年11月1日  | 官報 | 1948年6月29日  | [ 9 ]                                          |
| 明治天皇八幡崎御小休所                                                                                                  | 史跡             | 青森県南津軽郡猿賀村大字八幡崎字本林                         | 1934年11月1日  | 官報 | 1948年6月29日  | [ 9 ]                                          |
| 明治天皇大釈迦御小休所                                                                                                  | 史跡             | 青森県南津軽郡大杉村大字大釈迦字山田                         | 1934年11月1日  | 官報 | 1948年6月29日  | [ 9 ]                                          |
| 明治天皇高畠行在所 | 史跡             | 山形県東置賜郡高畠町字荒小路                                 | 1934年11月1日  | 官報 | 1948年6月29日  | [ 9 ]                                          |
| 明治天皇上山御小休所 | 史跡             | 山形県南村山郡上山町北町字弁天                               | 1934年11月1日  | 官報 | 1948年6月29日  | [ 9 ]                                          |
| 明治天皇漆山御小休所 | 史跡             | 山形県東村山郡出羽村大字漆山                                 | 1934年11月1日  | 官報 | 1948年6月29日  | [ 9 ]                                          |
| 明治天皇神宮寺行在所 附 御膳水                                                                                          | 史跡             | 秋田県仙北郡神宮寺町字神宮寺                                 | 1934年11月1日  | 官報 | 1948年6月29日  | [ 9 ]                                          |
| 明治天皇矢立行在所 附 御膳水                                                                                            | 史跡             | 秋田県北秋田郡矢立村大字白沢字山上堂・伊勢堂下               | 1934年11月1日  | 官報 | 1948年6月29日  | [ 9 ]                                          |
| 明治天皇六郷御小休所 附 御膳水                                                                                          | 史跡             | 秋田県仙北郡六郷町大字六郷字本道町・大町                     | 1934年11月1日  | 官報 | 1948年6月29日  | [ 9 ]                                          |
| 明治天皇金沢御小休所 附 御膳水                                                                                          | 史跡             | 秋田県仙北郡金沢町大字金沢中野小字長持・物見                 | 1934年11月1日  | 官報 | 1948年6月29日  | [ 9 ]                                          |
| 明治天皇今庄行在所 | 史跡             | 福井県南条郡今庄村第七拾六号南仲町                           | 1934年11月1日  | 官報 | 1948年6月29日  | [ 9 ]                                          |
| 明治天皇武生行在所 | 史跡             | 福井県南条郡武生街曙                                         | 1934年11月1日  | 官報 | 1948年6月29日  | [ 9 ]                                          |
| 明治天皇脇本御小休所 | 史跡             | 福井県南条郡南日野村大字脇本第拾四号字小島                   | 1934年11月1日  | 官報 | 1948年6月29日  | [ 9 ]                                          |
| 明治天皇浅水御小休所 | 史跡             | 福井県足羽郡麻生津村大字浅水二日町第拾参号字西ノ町           | 1934年11月1日  | 官報 | 1948年6月29日  | [ 9 ]                                          |
| 明治天皇森本御小休所 | 史跡             | 石川県河北郡森本村字南森下ト                                 | 1934年11月1日  | 官報 | 1948年6月29日  | [ 9 ]                                          |
| 明治天皇月津御小休所 | 史跡             | 石川県江沼郡月津村字月津ラ                                   | 1934年11月1日  | 官報 | 1948年6月29日  | [ 9 ]                                          |
| 明治天皇立野御小休所 | 史跡             | 富山県西礪波郡立野村大字立野字舘                             | 1934年11月1日  | 官報 | 1948年6月29日  | [ 9 ]                                          |
| 明治天皇中茶屋御小休所                                                                                                  | 史跡             | 富山県婦負郡西奥羽村大字中茶屋字中ノ間                       | 1934年11月1日  | 官報 | 1948年6月29日  | [ 9 ]                                          |
| 明治天皇入善御小休所 | 史跡             | 富山県下新川郡入善町入膳                                     | 1934年11月1日  | 官報 | 1948年6月29日  | [ 9 ]                                          |
| 明治天皇岡山行在所 | 史跡             | 岡山県岡山市古京町大字古京字古京                             | 1934年11月1日  | 官報 | 1948年6月29日  | [ 9 ]                                          |
| 明治天皇三石行在所 | 史跡             | 岡山県和気郡三石町大字三石字関川・横坂                       | 1934年11月1日  | 官報 | 1948年6月29日  | [ 9 ]                                          |
| 明治天皇真金御小休所及御講評所                                                                                          | 史跡             | 岡山県吉備郡真金町字吉野口                                   | 1934年11月1日  | 官報 | 1948年6月29日  | [ 9 ]                                          |
| 明治天皇香登御小休所 | 史跡             | 岡山県和気郡香登町大字香登本字西町市場                       | 1934年11月1日  | 官報 | 1948年6月29日  | [ 9 ]                                          |
| 明治天皇広島行在所 | 史跡             | 広島県広島市基町                                             | 1934年11月1日  | 官報 | 1948年6月29日  | [ 9 ]                                          |
| 明治天皇山口行在所 附 御膳水                                                                                            | 史跡             | 山口県山口市大字上宇野令字野田・八幡                         | 1934年11月1日  | 官報 | 1948年6月29日  | [ 9 ]                                          |
| 明治天皇三田尻行在所招賢閣                                                                                              | 史跡             | 山口県佐波郡防府町大字三田尻町字御茶屋床                     | 1934年11月1日  | 官報 | 1948年6月29日  | [ 9 ]                                          |
| 明治天皇多々良行在所 | 史跡             | 山口県佐波郡防府町大字東佐渡令字椰                           | 1934年11月1日  | 官報 | 1948年6月29日  | [ 9 ]                                          |
| 明治天皇大内御小休所 | 史跡             | 山口県吉敷郡大内村大字御堀字辻                               | 1934年11月1日  | 官報 | 1948年6月29日  | [ 9 ]                                          |
| 明治天皇丸亀行在所阯及建物                                                                                              | 史跡             | 香川県丸亀市一番丁・同地方内間                               | 1934年11月1日  | 官報 | 1948年6月29日  | [ 9 ]                                          |
| 明治天皇荒木行在所及御講評所                                                                                            | 史跡             | 福岡県三潴郡荒木村大字荒木字二タ子塚・向北浦                 | 1934年11月1日  | 官報 | 1948年6月29日  | [ 9 ]                                          |
| 明治天皇御幸御野立所 | 史跡             | 熊本県飽託郡御幸村大字西無田字山田堀                         | 1934年11月1日  | 官報 | 1948年6月29日  | [ 9 ]                                          |
| 松前奉行所 阯 | 史跡             | 北海道松前郡福山町                                           | 1934年12月28日 | 官報 |                |                                                |
| 江の島 | 名勝、史跡       | 神奈川県鎌倉郡川口村                                         | 1934年12月28日 | 官報 |                |                                                |
| 前橋城跡の枝寄り松 | 天然記念物       | 群馬県前橋市                                                 | 1934年12月28日 | 官報 |                |                                                |
| 春日の大やまもも | 天然記念物       | 山口県美祢郡共和村大字青景字笹尾                             | 1934年12月28日 | 官報 |                |                                                |
| 河原の大樫 | 天然記念物       | 山口県美祢郡伊佐町大字河原字中野山                           | 1934年12月28日 | 官報 |                |                                                |
| 笛鹿のいちびがし | 天然記念物       | 熊本県玉名郡南関町大字関東字笛鹿                             | 1934年12月28日 | 官報 |                |                                                |
| 金谷花菖蒲群落 | 天然記念物       | 岩手県稗貫郡湯本村金谷第五地割                               | 1935年4月11日  | 官報 |                |                                                |
| 黒駒の大樟 | 天然記念物       | 山梨県東八代郡黒駒村大字下黒駒                               | 1935年6月7日   | 官報 |                |                                                |
| 釧路丹頂潘殖地 | 天然記念物       | 北海道川上郡標茶村                                           | 1935年8月27日  | 官報 |                | 種指定（タンチョウ）に変更                     |
| 猿賀の鵜及鷺繁殖地 | 天然記念物       | 青森県南津軽郡猿賀村大字猿賀字石林                           | 1935年12月24日 | 官報 |                |                                                |
| 川下麻里布しらさぎ渡来地                                                                                                | 天然記念物       | 山口県玖珂郡川下村                                           | 1935年12月24日 | 官報 |                |                                                |
| 二十世紀梨原樹 | 天然記念物       | 千葉県東葛飾郡八柱村大字大橋字大大北                         | 1935年12月24日 | 官報 |                |                                                |
| 牛久保の大椋 | 天然記念物       | 愛知県宝飯郡牛久保町大字下長山字西道貝津                     | 1935年12月24日 | 官報 |                |                                                |
| 飯森松 | 天然記念物       | 長野県下高井郡延徳村大字三ッ和字裏山                         | 1935年12月24日 | 官報 |                |                                                |
| 日向蜜柑原樹 | 天然記念物       | 宮崎県宮崎郡赤江町大字恒久字曽井                             | 1935年12月24日 | 官報 |                |                                                |
| 白山旗桜 | 天然記念物       | 東京府東京市小石川区白山前町 白山神社                        | 1935年12月24日 | 官報 |                |                                                |
| 向山ふじざくら樹林 | 天然記念物       | 千葉県君津郡天神山村                                         | 1936年9月3日   | 官報 |                |                                                |
| 宇都宮の大欅 | 天然記念物       | 栃木県宇都宮市旭町                                           | 1936年12月16日 | 官報 |                |                                                |
| 多宝院の金木犀 | 天然記念物       | 大分県直入郡白譚丹村字丸山                                   | 1937年6月15日  | 官報 |                |                                                |
| 周布川かわしんじゅがい棲息地                                                                                            | 天然記念物       | 島根県那賀郡波佐村大字波佐                                   | 1937年12月21日 | 官報 |                |                                                |
| 御猿塚の松 | 天然記念物       | 愛知県知多郡岡田町字久平                                     | 1937年12月21日 | 官報 |                |                                                |
| 海蔵寺のなぎ | 天然記念物       | 静岡県熱海市熱海                                             | 1937年12月21日 | 官報 |                |                                                |
| 塩井手の大欅 | 天然記念物       | 熊本県上益城郡浜町大字下馬尾字平ノ迫                         | 1937年12月21日 | 官報 |                |                                                |
| 牧園村の大茶樹 | 天然記念物       | 鹿児島県姶良郡牧園村大字持松字稼原                           | 1937年12月21日 | 官報 |                |                                                |
| 富寿栄の松 | 天然記念物       |                                                              | 1937年12月21日 | 官報 |                |                                                |
| 常福寺のらかんまき | 天然記念物       | 千葉県長生郡関村福島字北向                                   | 1937年12月21日 | 官報 |                |                                                |
| 綏木神社の松 | 天然記念物       | 大分県直入郡宮砥村大字九重野字柿ノ木ヅル                     | 1937年12月21日 | 官報 |                |                                                |
| 妙見の大欅 | 天然記念物       | 熊本県上益城郡浜町大字浜町 瀬貝神社                          | 1938年5月30日  | 官報 |                |                                                |
| 明治天皇守口行在所及内侍所奉安所阯                                                                                      | 史跡             | 大阪府北河内郡守口町大字守口守來迎之丁東側                   | 1938年8月8日   | 官報 | 1948年6月29日  | [ 9 ]                                          |
| 明治天皇大津別院行在所                                                                                                  | 史跡             | 滋賀県大津市笹屋町                                           | 1938年8月8日   | 官報 | 1948年6月29日  | [ 9 ]                                          |
| 明治天皇築館行在所 | 史跡             | 宮城県栗原郡築館町字町屋敷                                   | 1938年8月8日   | 官報 | 1948年6月29日  | [ 9 ]                                          |
| 石人山古墳 | 史跡             | 福岡県八女郡下広川村                                         | 1938年8月8日   | 官報 | 1978年3月24日  | 八女古墳群に統合                               |
| 明治天皇下原新田御小休所                                                                                                | 史跡             | 愛知県東春日井郡篠木村大字八幡字町割                         | 1938年12月14日 | 官報 | 1948年6月29日  | [ 9 ]                                          |
| 明治天皇追分御小休所 附 御膳水                                                                                          | 史跡             | 富山県中新川郡早月加積村大字追分字西角地                     | 1938年12月14日 | 官報 | 1948年6月29日  | [ 9 ]                                          |
| 明治天皇五福御小休所 | 史跡             | 富山県富山市五福字御用地                                     | 1938年12月14日 | 官報 | 1948年6月29日  | [ 9 ]                                          |
| 野田村鷺蕃殖地 | 天然記念物       | 埼玉県北足立郡野田村大字上野田字宮台                         | 1938年12月14日 | 官報 |                |                                                |
| 天神森の大欅 | 天然記念物       | 東京府北多摩郡拝島村                                         | 1938年12月14日 | 官報 | 1940年1月22日  | 官報                                           |
| 豊願寺の高野槇 | 天然記念物       | 神奈川県横浜市神奈川区三ツ沢西町                             | 1938年12月14日 | 官報 |                |                                                |
| 津島の大椋 | 天然記念物       | 愛知県海部郡津島町大字津島字藤浪チノ割                       | 1938年12月14日 | 官報 |                |                                                |
| 佐味の女夫杉 | 天然記念物       | 岐阜県加茂郡佐味村大字下佐見字栗ノ上                         | 1938年12月14日 | 官報 |                |                                                |
| 木部の大せんだん | 天然記念物       | 山口県萩市大字椿字下木部                                     | 1938年12月14日 | 官報 |                |                                                |
| 庄園の松 | 天然記念物       | 静岡県浜名郡北浜村大字寺島字寺前                             | 1938年12月14日 | 官報 |                |                                                |
| 明治天皇華厳瀑御観覧御野立所                                                                                            | 史跡             | 栃木県都賀郡日光町大字中宮祠字二荒山                         | 1939年9月7日   | 官報 | 1948年6月29日  | [ 9 ]                                          |
| 明治天皇中茶屋御野立所                                                                                                  | 史跡             | 栃木県都賀郡日光町大字中宮祠字二荒山                         | 1939年9月7日   | 官報 | 1948年6月29日  | [ 9 ]                                          |
| 明治天皇大田原御小休所 附 御膳水                                                                                        | 史跡             | 栃木県那須郡大田原町字南町                                   | 1939年9月7日   | 官報 | 1948年6月29日  | [ 9 ]                                          |
| 明治天皇渋民行在所 | 史跡             | 岩手県岩手郡渋民村大字渋民第十二地割                         | 1939年9月7日   | 官報 | 1948年6月29日  | [ 9 ]                                          |
| 明治天皇大田原御小休所 附 御膳水                                                                                        | 史跡             | 富山県下新川郡大布施村大字沓掛字二正寺                       | 1939年9月7日   | 官報 | 1948年6月29日  | [ 9 ]                                          |
| 八嶋ヶ原湿原植物群落 | 天然記念物       | 長野県諏訪郡四賀村                                           | 1939年9月7日   | 官報 |                |                                                |
| 躍場湿原植物群落 | 天然記念物       | 長野県諏訪郡四賀村                                           | 1939年9月7日   | 官報 |                |                                                |
| 車山の樹叢、湿原植物群落及草原植物群落                                                                                  | 天然記念物       | 長野県諏訪郡四賀村                                           | 1939年9月7日   | 官報 |                |                                                |
| 明治天皇葉原御小休所 | 史跡             | 福井県敦賀郡東郷村葉原九八号字カペ端                         | 1940年2月10日  | 官報 | 1948年6月29日  | [ 9 ]                                          |
| 明治天皇茅野御小休所 | 史跡             | 長野県諏訪郡宮川村大字茅野字中宿                             | 1940年2月10日  | 官報 | 1948年6月29日  | [ 9 ]                                          |
| 明治天皇下諏訪御小休所                                                                                                  | 史跡             | 長野県諏訪郡下諏訪町字横町                                   | 1940年2月10日  | 官報 | 1948年6月29日  | [ 9 ]                                          |
| 明治天皇広丘御小休所 | 史跡             | 長野県東筑摩郡広丘村大字原新田字新田                         | 1940年2月10日  | 官報 | 1948年6月29日  | [ 9 ]                                          |
| 塩釜神社の塩釜桜 | 天然記念物       | 宮城県宮城郡塩釜町                                           | 1940年2月10日  | 官報 |                |                                                |
| 王子神社の椎 | 天然記念物       | 東京府東京市王子区                                           | 1940年2月10日  | 官報 |                |                                                |
| 明治天皇行幸所浅野泉邸                                                                                                  | 史跡             | 広島県広島市上流川町                                         | 1940年7月12日  | 官報 | 1948年6月29日  | [ 9 ]                                          |
| 明治天皇動橋御小休所 | 史跡             | 石川県江沼郡動橋村字動橋                                     | 1940年7月12日  | 官報 | 1948年6月29日  | [ 9 ]                                          |
| 明治天皇原御小休所 | 史跡             | 長野県東筑摩郡広丘村大字郷原 郷福寺                          | 1940年7月12日  | 官報 | 1948年6月29日  | [ 9 ]                                          |
| 明治天皇気比松原御野立所                                                                                                | 史跡             | 福井県敦賀市松島百三十号字松原                               | 1940年7月12日  | 官報 | 1948年6月29日  | [ 9 ]                                          |
| 八幡行宮阯 | 史跡             | 京都府綴喜郡八幡町大字八幡荘小字垣内山など                   | 1940年8月30日  | 官報 | 1948年6月29日  | [ 9 ]                                          |
| 明治天皇大沢御小休所 | 史跡             | 埼玉県南埼玉郡大沢町字町並                                   | 1940年8月30日  | 官報 | 1948年6月29日  | [ 9 ]                                          |
| 明治天皇妻籠御小休所 | 史跡             | 長野県西筑摩郡吾妻村字街並                                   | 1940年8月30日  | 官報 | 1948年6月29日  | [ 9 ]                                          |
| 明治天皇桜沢御小休所 | 史跡             | 長野県西筑摩郡楢川村大字贄川字桜沢                           | 1940年8月30日  | 官報 | 1948年6月29日  | [ 9 ]                                          |
| 明治天皇寝覚御小休所 | 史跡             | 長野県西筑摩郡上松町大字上松字寝覚                           | 1940年8月30日  | 官報 | 1948年6月29日  | [ 9 ]                                          |
| 相良の飛蔓 | 天然記念物       | 熊本県鹿本郡内田村大字相良字下原                             | 1940年8月30日  | 官報 |                |                                                |
| 明治天皇小金御小休所 | 史跡             | 千葉県東葛飾郡小金町大字小金字東                             | 1941年1月27日  | 官報 | 1948年6月29日  | [ 9 ]                                          |
| 明治天皇柏御小休所 | 史跡             | 千葉県東葛飾郡柏町大字柏字中西割                             | 1941年1月27日  | 官報 | 1948年6月29日  | [ 9 ]                                          |
| 明治天皇原御小休所 | 史跡             | 長野県更級郡中津村大字原字宮浦沖                             | 1941年1月27日  | 官報 | 1948年6月29日  | [ 9 ]                                          |
| 明治天皇須原行在所 | 史跡             | 長野県西筑摩郡大桑村大字須原字定勝寺                         | 1941年2月21日  | 官報 | 1948年6月29日  | [ 9 ]                                          |
| 明治天皇岡部御小休所 | 史跡             | 埼玉県大里郡岡部村大字岡部字中                               | 1941年2月21日  | 官報 | 1948年6月29日  | [ 9 ]                                          |
| 本庄のいちいがし | 天然記念物       | 宮崎県東諸県郡本庄町大字本庄字北神ノ原                       | 1941年3月27日  | 官報 |                |                                                |
| 針生の松 | 天然記念物       | 福島県安積郡大槻町大字針生字辰巳田                           | 1941年4月23日  | 官報 |                |                                                |
| 明治天皇日本芸術協会行幸所阯                                                                                            | 史跡             | 東京府東京市下谷区上野公園                                   | 1941年8月1日   | 官報 | 1948年6月29日  | [ 9 ]                                          |
| 明治天皇松井田行在所 | 史跡             | 群馬県碓氷郡松井田町大字松井田字中町南                       | 1941年8月1日   | 官報 | 1948年6月29日  | [ 9 ]                                          |
| 彌永一里塚 | 史跡             | 福岡県朝倉郡三輪村大字彌永字谷口                             | 1941年8月1日   | 官報 | 1963年4月24日  | 塚を覆う松が枯死                               |
| 丸山の五香梅 | 天然記念物       | 新潟県佐渡郡松ヶ崎村（佐渡市）大字丸山字下大谷               | 1941年8月1日   | 官報 | 1948年1月14日  | 官報                                           |
| 松川もりあおがえる蕃殖地                                                                                                | 天然記念物       | 岩手県岩手郡松尾村大字寄木字松川                             | 1941年10月3日  | 官報 |                |                                                |
| 明治天皇権現堂御野立所                                                                                                  | 天然記念物       | 埼玉県北葛飾郡幸手町大字内国府間字新田前                     | 1941年11月13日 | 官報 | 1948年6月29日  | [ 9 ]                                          |
| 明治天皇静岡行在所 | 史跡             | 静岡県静岡市追手町                                           | 1941年12月13日 | 官報 | 1948年6月29日  | [ 9 ]                                          |
| 明治天皇由比御小休所 | 史跡             | 静岡県庵原郡由比町大字由比字北本町                           | 1941年12月13日 | 官報 | 1948年6月29日  | [ 9 ]                                          |
| 明治天皇三ツ谷新田御小休所                                                                                              | 史跡             | 静岡県三島市大字三ツ谷新田字古坂原                           | 1941年12月13日 | 官報 | 1948年6月29日  | [ 9 ]                                          |
| 識名園 | 名勝             | 沖縄県島尻郡和志村                                           | 1941年12月13日 | 官報 |                | 1976年再指定                                   |
| 荒谷の大かえで | 天然記念物       | 山口県山口市大字宮野上字永吉字八幡山                         | 1941年12月13日 | 官報 |                |                                                |
| 川辺の鬼橋岩 | 天然記念物       | 和歌山県西牟婁郡田辺町大字湊字下浜田                         | 1941年12月13日 | 官報 |                |                                                |
| 明治天皇女化原御小休所                                                                                                  | 史跡             | 茨城県稲敷郡馴柴村大字馴馬字女化                             | 1942年7月21日  | 官報 | 1948年6月29日  | [ 9 ]                                          |
| 明治天皇松戸行在所 | 史跡             | 千葉県東葛飾郡松戸町大字松戸                                 | 1942年7月21日  | 官報 | 1948年6月29日  | [ 9 ]                                          |
| 明治天皇津行在所 | 史跡             | 三重県津市大字乙部字寺町                                     | 1942年7月21日  | 官報 | 1948年6月29日  | [ 9 ]                                          |
| 小原のさいかち | 天然記念物       | 宮城県刈田郡小原村字湯元                                     | 1942年7月21日  | 官報 |                |                                                |
| 小原のかんとうまゆみ | 天然記念物       | 宮城県刈田郡小原村字盥倉                                     | 1942年7月21日  | 官報 |                |                                                |
| 恋ノ袖の相生松 | 天然記念物       | 高知県香美郡大忍村上分字恋ノ袖                               | 1942年7月21日  | 官報 |                |                                                |
| 植田の松 | 天然記念物       | 香川県三豊郡常盤村大字上田字天神                             | 1942年10月14日 | 官報 |                |                                                |
| 白山神社のひとつばたご自生地                                                                                            | 天然記念物       | 岐阜県土岐郡泉町大字大富字三ノ輪                             | 1942年10月14日 | 官報 |                |                                                |
| 八幡神社のいぶき | 天然記念物       | 愛媛県宇和島市伊吹町字ふもと                                 | 1943年2月19日  | 官報 |                |                                                |
| 岩根社の大けやき | 天然記念物       | 石川県能美郡白峯村字白峯                                     | 1943年8月24日  | 官報 |                |                                                |
| 犬ノ沢の金明竹 | 天然記念物       | 石川県江沼郡西谷村字菅谷ヘ                                   | 1943年8月24日  | 官報 |                |                                                |
| 宇谷の連理根上りマツおよび根上りマツ                                                                                    | 天然記念物       | 鳥取県東伯郡白川村大字水戸野字大山                           | 1943年8月24日  | 官報 |                |                                                |
| 関の五本松 | 天然記念物       | 島根県八束郡美保関町大字美保関字五本松                       | 1943年8月24日  | 官報 |                |                                                |
| 明治天皇峠町御小休所 | 史跡             | 長野県北佐久郡軽井沢町大字峠町字碓氷峠                       | 1943年9月8日   | 官報 | 1948年6月29日  | [ 9 ]                                          |
| 明治天皇守山御小休所 | 史跡             | 滋賀県野洲郡守山町大字守山字門前町                           | 1943年9月8日   | 官報 | 1948年6月29日  | [ 9 ]                                          |
| 明治天皇加茂行在所阯 | 史跡             | 新潟県南蒲原郡加茂町大字加茂字本町                           | 1943年9月8日   | 官報 | 1948年6月29日  | [ 9 ]                                          |
| 明治天皇山田御小休所 | 史跡             | 新潟県三島郡寺泊町大字山田字久志山                           | 1943年9月8日   | 官報 | 1948年6月29日  | [ 9 ]                                          |
| 明治天皇岸和田行在所 | 史跡             | 大阪府岸和田市岸城町字旧城内                                 | 1943年9月8日   | 官報 | 1948年6月29日  | [ 9 ]                                          |
| 明治天皇友沼行在所 | 史跡             | 栃木県下都賀郡野木村大字友沼字宿通                           | 1944年3月7日   | 官報 | 1948年6月29日  | [ 9 ]                                          |
| 恒円寺の大かしわ | 天然記念物       | 愛知県宝飯郡浦郡町大字五位字堂前                             | 1944年3月7日   | 官報 |                |                                                |
| 多良の無渋榧 | 天然記念物       | 岐阜県養老郡多良村大字宮字街道                               | 1944年3月7日   | 官報 |                |                                                |
| 神明社の大杉 | 天然記念物       | 長野県北安曇郡矢代村字神明宮                                 | 1944年6月26日  | 官報 |                |                                                |
| 那古神社のクロガネモチ                                                                                                  | 天然記念物       | 愛知県名古屋市西区茶屋町                                     | 1944年6月26日  | 官報 |                |                                                |
| 悲恋駒止桜 | 天然記念物       | 徳島県美馬郡一字村字広沢                                     | 1944年6月26日  | 官報 | 1948年1月14日  | 官報。台風により倒伏                           |
| 明治天皇清浄光寺行在所阯 附 御膳水                                                                                      | 史跡             | 神奈川県藤沢市西富字西富                                     | 1944年11月7日  | 官報 | 1948年6月29日  | [ 9 ]                                          |
| 明治天皇佐屋行在所阯及建物                                                                                              | 史跡             | 愛知県海部郡佐屋村大字佐屋                                   | 1944年11月7日  | 官報 | 1948年6月29日  | [ 9 ]                                          |
| 千年村の弓掛松 | 天然記念物       | 広島県沼隈郡千年村大字能登原字宮ノ廻                         | 1944年11月7日  | 官報 |                |                                                |
| 法宣寺の天蓋マツ | 天然記念物       | 広島県沼隈郡鞆町大字後地字草谷                               | 1944年11月7日  | 官報 |                |                                                |
| 小松寺の松 | 天然記念物       | 広島県沼隈郡鞆町大字後地字草谷                               | 1944年11月7日  | 官報 |                |                                                |
| 明治天皇大垣行在所 | 史跡             | 岐阜県大垣市竹島町                                           | 1944年11月13日 | 官報 | 1948年6月29日  | [ 9 ]                                          |
| 明治天皇中野町穂御小休所阯                                                                                              | 史跡             | 静岡県浜名郡中ノ町村大字中野町字東組                         | 1945年2月22日  | 官報 | 1948年6月29日  | [ 9 ]                                          |
| 明治天皇三島行在所阯 | 史跡             | 静岡県三島市字小中島町                                       | 1945年2月22日  | 官報 | 1948年6月29日  | [ 9 ]                                          |
| 明治天皇中初狩御小休所                                                                                                  | 史跡             | 山梨県北都留郡初狩村中初狩石代                               | 1948年1月14日  | 官報 | 1948年6月29日  | [ 9 ]                                          |
| 与力マツ | 天然記念物       | 愛媛県温泉郡小野村大字平井松ノ東                             | 1948年12月18日 | 官報 |                |                                                |
| 狛江淡水クラゲ発生地 | 天然記念物       | 東京都狛江市                                                 | 1951年6月9日   |      | 1970年5月11日  |                                                |
| 塩山の大ブドウ | 天然記念物       | 山梨県甲州市                                                 | 1953年11月14日 |      | 1977年7月28日  | 枯死                                           |
| 岩戸山古墳 | 史跡             | 福岡県八女市                                                 | 1955年12月23日 |      | 1978年3月24日  | 八女古墳群に統合                               |
| 上人マツ | 天然記念物       | 山口県柳井市                                                 | 1960年         |      | 1977年3月15日  |                                                |
| 善蔵塚古墳 | 史跡             | 福岡県八女郡広川町                                           |                |      | 1978年3月24日  | 八女古墳群に統合                               |
| 弘化谷古墳 | 史跡             | 福岡県八女郡広川町                                           |                |      | 1978年3月24日  | 八女古墳群に統合                               |
| 座散乱木遺跡 | 史跡             | 宮城県大崎市                                                 | 1997年         |      | 2002年12月9日  | 旧石器捏造事件                                 |